# Efectul Poynting-Robertson
Efectul Poynting-Robertson,cunoscut și sub numele frânarea Poynting-Robertson, numit după John Henry Poynting și Howard Percy Robertson, este un proces prin care radiația solară determină particulele de praf din sistemul solar să se rotească pe o spirală descrescătoare.  Frânarea este produsă în esență de componenta tangențială a forței produsă de presiunea radiației asupra mișcării particulelor de praf.
Prima descriere a acestui fenomen, realizată de Poyinting în 1903, se baza încă pe modelul eterului luminos. Mai târziu, în 1937, Robertson descrie efectul în termenii relativității generalizate.

## Explicații

Radiaţoa de la Soare (S) şi radiaţia termică de la o particulă văzută (a) de un observator solidar cu particula şi (b) de un observator aflat în repaos relativ la Soare.

Forța Poynting-Robertson este egală cu:
{\displaystyle F_{PR}={\frac {Wv}{c^{2}}}={\frac {r^{2}}{4c^{2}}}{\sqrt {\frac {GM_{s}{L_{s}}^{2}}{R^{5}}}}}
unde W este puterea radiației incidente, v este viteza particulelor de praf, c este viteza luminii, r este raza obiectului, G este constanta gravitațională a Universului, Ms este masa  Soarelui, Ls luminozitatea solară și R este raza orbitei pe care se deplasează obiectul.